# Гуаира (департамент)
Гуаира (на испански: Guairá) е един от 17-те департамента на южноамериканската държава Парагвай. Намира се в южната част на страната. Площта му е 3846 квадратни километра, а населението – 227 747 души (по изчисления за юли 2020 г.).

## Райони
Разделен е на 17 района, някои от тях са:
1. Индепенденсия
2. Наталисио Талавера
3. Сан Салвадор